# NGC 1852
NGC 1852 là cụm sao trong Đám mây Magellan Lớn trong chòm sao Kiếm Ngư. Nó được phát hiện vào năm 1826 bởi James Dunlop  với kính viễn vọng phản xạ 9 inch.